# Бахамски долар
Бахамски долар је национална валута Бахама. ISO 4217 код валуте је BSD. Дијели се на 100 центи, а у домаћем платном промету означава се симболом B$.
У употреби је од 1966. године, када је замијенио дотадашњу фунту у омјеру 7 шилинга за 1 долар. Течај бахамског долара везан је за течај америчког долара у размјеру 1:1. У оптицају су кованице у апоенима од 1, 5, 10, 15, 25 и 50 центи, те новчанице од 1/2, 1, 3, 5, 10, 20, 50, 100 B$.